# Reza Abdoh
Reza Abdoh ( persa: رضا عبده; también romanizado como "Rezā Abdoh", pronunciación persa: [ɾeˈzɒː æbˈdoh] ) (23 de febrero de 1963 - 11 de mayo de 1995) fue un director y dramaturgo nacido en Irán conocido por sus obras experimentales a gran escala. producciones teatrales, a menudo representadas en espacios inusuales como almacenes y edificios abandonados. 

## Primeros años y familia
Abdoh nació en Teherán en 1963, el primer hijo de Ali Abdoh, un destacado atleta, hombre de negocios y fundador del Persépolis Football Club, y Homa Oboodi (de soltera Mohajerin).  Su abuelo paterno fue Mohammad Abdoh Boroujerdi,  presidente del Tribunal Supremo y experto en ley islámica en la era de Reza Shah. Abdoh tenía dos hermanos, Sardar "Sid" Abdoh y Salar Abdoh , y una hermana, Negar. Tenía una media hermana, Regina, del matrimonio anterior de su padre con una mujer estadounidense. Por parte de su padre, fue primo hermano de Dara Khosrowshahi .
En 1977, Reza fue enviado a Inglaterra, donde asistió a una escuela diurna en Londres mientras vivía con su abuela. En 1978, fue enviado a Wellington, un internado exclusivo en Somerset, Inglaterra.
A raíz de la Revolución iraní, Ali Abdoh viajó a California con sus cuatro hijos y se instaló en West Covina, California. El padre de Reza, que tenía planes de abrir un hotel en Irán en vísperas de la revolución, se enfrentó a la ruina financiera.  En el otoño, Reza comenzó sus clases en la Universidad del Sur de California, donde completó un semestre. En enero de 1980, Ali Abdoh murió de un infarto en una cancha de squash del Athletic Club de Los Ángeles. Se dice que murió poco después de descubrir que Reza era gay. 

## Carrera
En 1983, Abdoh comenzó a dirigir obras de teatro, adaptando a menudo clásicos como El rey Lear , El rey Edipo y Medea en los teatros de Los Ángeles.
En 1990, Abdoh dirigió Father Was a Peculiar Man, una actuación multimedia producida por En Garde Arts con más de 50 artistas que se desarrolló en cuatro cuadras del Meatpacking District de la ciudad de Nueva York. Ese año también escribió y dirigió El vals hip-hop de Eurydice , representada en el Los Angeles Theatre Center. Abdoh lo llamó una "reacción visceral a la represión sistémica y la erosión de la libertad" en una entrevista con Thomas Leabhart publicada en Mime Journal. Su trabajo a menudo afrontó cuestiones como la raza, la clase y la crisis del SIDA.
Abdoh trabajó en varias producciones con el conjunto de teatro Dar a Luz de la ciudad de Nueva York y Los Ángeles, que formó en 1991. Las producciones con la compañía incluyeron The Law of Remains (1992), Tight Right White (1993) y Citas de una ciudad en ruinas. (1994), coescrito con su hermano, Salar Abdoh . Su trabajo posterior fue llamado "pesadilla" y utilizó elementos multimedia con las convenciones del teatro del centro para "bombardear" al público. El crítico del New York Times, Stephen Holden, llamó a Abdoh "un visionario teatral" en su obituario.
Abdoh era conocido por el uso del vídeo en sus sets y también creó varios vídeos entre 1986 y 1991. En 1992, Abdoh escribió y dirigió el largometraje The Blind Owl.

## Muerte
Abdoh murió por causas relacionadas con el SIDA el 11 de mayo de 1995.

## Legado
Es el tema del libro Reza Abdoh, editado por Daniel Mufson; sus artículos y cintas de vídeo de algunas actuaciones se conservan en la Biblioteca Pública de Artes Escénicas de Nueva York.
Reza Abdoh: Theatre Visionary, un documental sobre Abdoh y su trabajo, fue completado por el director Adam Soch en 2016. 
En 2018, el MoMA PS1 organizó una exposición retrospectiva titulada Reza Abdoh comisariada por Negar Azimi, Tiffany Malakooti y Babak Radboy de Bidoun con Klaus Biesenbach. 
Se incluye un capítulo sobre Reza Abdoh, escrito por Joseph Cermatori, en 50 Key Figures in Queer US Theatre (2022). 
La crítica Jennifer Krasinski escribió en Artforum : "No es exagerado decir que si Reza Abdoh hubiera vivido un año más, si hubiera creado una producción más, el teatro estadounidense sería muy diferente ahora".

## Performances
- Three Plays (Prístine Love, Heads y Saliva Milkshake), escrito por Howard Brenton, 1983.
- El rey Lear, escrito por William Shakespeare, 1984.
- The Farmyard, escrito por Franz Xaver Kroetz, 1985.
- The Sound of a Voice and As the Crow Flies, escrita por David Henry Hwang, dirigida por Abdoh, 1985.
- A Medea: Requiem for a Boy with a White White Toy,, adaptado de Eurípides, 1986.
- Rusty Sat on a Hill One Dawn and Watched the Moon Go Down, 1986.
- Edipo Rey, adaptado de Sófocles, 1987.
- Eva Perón, escrito por Copi, 1987.
- Peep Show, escrito por Mira-Lani Oglesby y Reza Abdoh, 1988.
- Minamata, escrito por Mira-Lani Oglesby y Reza Abdoh.
- Padre era un hombre peculiar , escrito por Mira-Lani Oglesby y Reza Abdoh, 1990.
- El vals hip-hop de Eurídice, 1990.
- Pasos en la Obscuridad, written by Frank Ambriz and Reza Abdoh, 1990.
- El hombre del saco, 1991.
- La ley de los restos, 1992.
- Simón Boccanegra, escrito por Giuseppe Verdi, 1992.
- Blanco derecho apretado, 1993.
- Citas de una ciudad en ruinas, escritas por Salar Abdoh y Reza Abdoh, 1994.
- Una historia de infamia, escrita por Salar Abdoh y Reza Abdoh, no llegó a producción debido a la muerte de Abdoh.

## Cine y vídeo
- My Face, corto, 1988.
- Sleeping with the Devil, corto, 1990.
- The Weeping Song, corto, 1991.
- Daddy's Girl, corto, 1991.
- The Blind Owl, feature film, 1992.
- The Tryst, largometraje inconclusa, 1993.
- Train Project,  película inconclusa.